# Spencer Abbott
Spencer Abbott (* 30. April 1988 in Hamilton, Ontario) ist ein ehemaliger kanadischer Eishockeyspieler, der im Verlauf seiner aktiven Karriere zwischen 2008 und 2021 unter anderem 310 Spiele in der American Hockey League (AHL) auf der Position des rechten Flügelstürmers bestritten hat. Zudem absolvierte Abbott zwei Partien für die Toronto Maple Leafs sowie Chicago Blackhawks in der National Hockey League (NHL) und war eine Spielzeit bei den Augsburger Panthern in der Deutschen Eishockey Liga (DEL) aktiv.

## Karriere

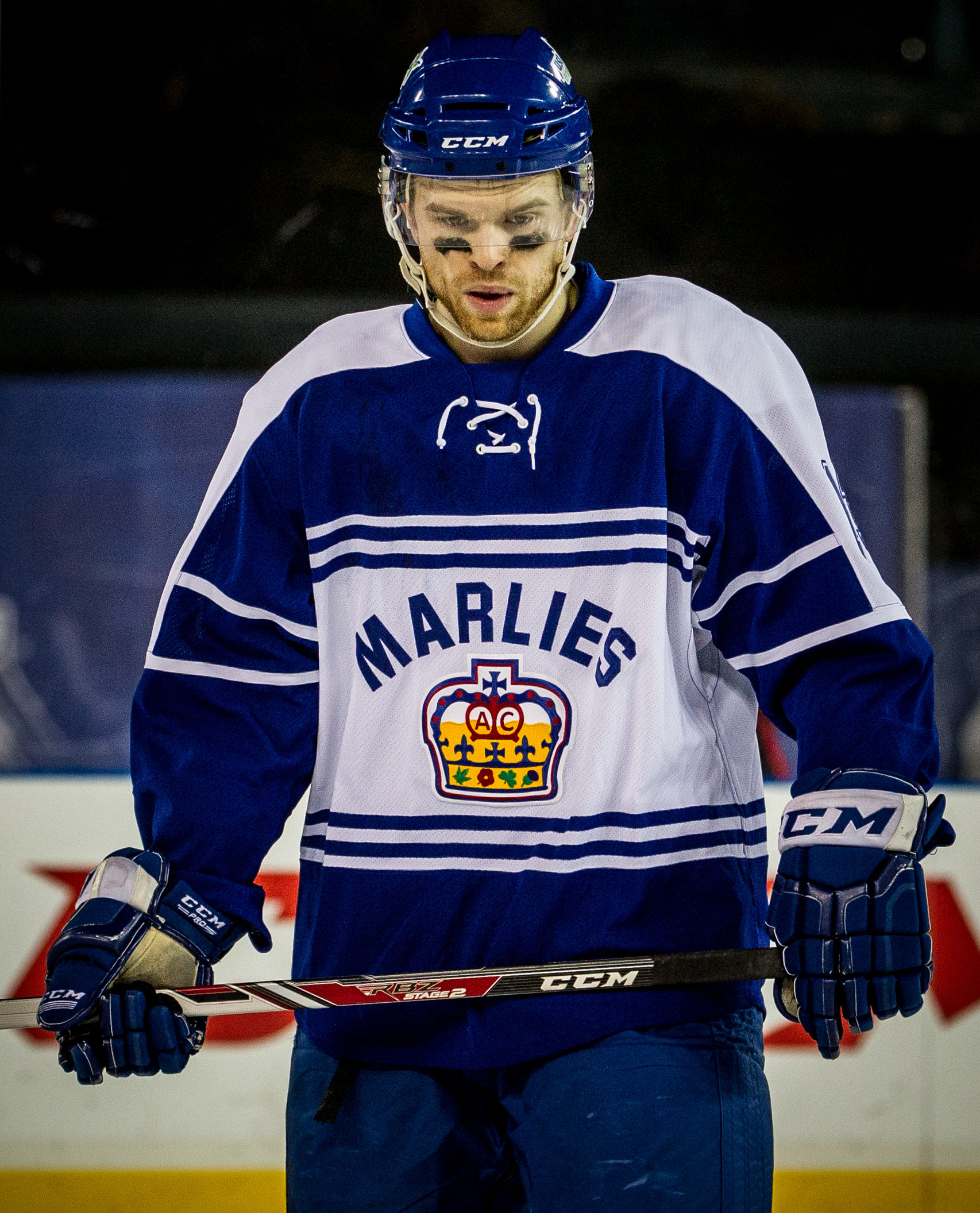
Abbott im Trikot der Toronto Marlies (2013)

Abbott spielte während seiner Juniorenzeit zwischen 2005 und 2008 zunächst für die Hamilton Red Wings in der Ontario Provincial Junior A Hockey League, ehe er für vier Jahre an die University of Maine ging, um dort sein Studium zu verfolgen. Parallel spielte er in dieser Zeit für das Eishockeyteam der Universität in der Hockey East, einer Division im Spielbetrieb der National Collegiate Athletic Association. Dort erhielt er zahlreiche individuelle Auszeichnungen.
Ungedraftet wurde er nach Abschluss seines Studiums im März 2012 von den Toronto Maple Leafs aus der National Hockey League unter Vertrag genommen, die ihn im restlichen Verlauf der Saison 2011/12 in ihrem Farmteam, den Toronto Marlies, in der American Hockey League ein. Dem Farmteam gehörte der Stürmer bis Ende Februar 2015 an. Während dieser Zeit hatte er lediglich in der Spielzeit 2013/14 eine Partie für die Maple Leafs in der NHL bestritten. Zudem war er in diesem Spieljahr ins Second All-Star Team der AHL berufen worden. Im Februar 2015 war Abbott Teil eines Transfergeschäftes zwischen den Toronto Maple Leafs und den Chicago Blackhawks. Im Tausch für ihn wechselte T. J. Brennan nach Toronto. Der Stürmer wurde nach dem Wechsel umgehend zu den Rockford IceHogs in die AHL geschickt und beendete dort die Saison 2014/15. Trotz 27 Scorerpunkten in ebenso vielen Spielen für die IceHogs nahmen die Blackhawks von einer weiteren Verpflichtung Abstand.
Abbott wechselte noch vor der Öffnung des Free-Agent-Transferfensters im Juli 2015 nach Europa. Bereits Mitte Juni hatte er einen Vertrag beim Frölunda HC aus der Svenska Hockeyligan (SHL) unterschrieben. Die Spielzeit in Übersee verlief für den Kanadier überaus erfolgreich. Neben dem Gewinn der Champions Hockey League, deren bester Torschütze er mit acht Treffern war, errangen die Indians auch den Schwedischen Meistertitel. Mit seinen Leistungen konnte der Angreifer seinen Ex-Arbeitgeber aus Chicago überzeugen, ihn zurück nach Nordamerika zu holen. Somit lief Abbott mit Beginn der Saison 2016/17 wieder für die IceHogs in der AHL auf. Im Januar 2017 stand er erstmals für die Blackhawks auf dem Eis, fand sich aber alsbald in der AHL wieder. Kurt vor der Trade Deadline am 1. März 2017 wurde er gemeinsam mit Sam Carrick zu den Anaheim Ducks transferiert. Im Gegenzug wechselten Kenton Helgesen und ein Siebtrunden-Wahlrecht im NHL Entry Draft 2019 nach Chicago. Im Franchise der Ducks kam er im Farmteam San Diego Gulls zum Einsatz. Zur Saison 2017/18 erhielt Abbott lediglich einen für die AHL gültigen Vertrag seitens der Gulls, ehe diese ihn im Dezember 2017 zum Ligakonkurrenten Binghamton Devils transferierten. Dort absolvierte der Stürmer jedoch kein Spiel, da er sich noch im selben Monat dem EHC Kloten aus der Schweizer National League anschloss.
Mit dem EHC Kloten stieg der Stürmer am Ende der Spielzeit in die zweitklassige Swiss League ab, woraufhin sich der Verein von ihm trennte. Zwischen 2018 und 2020 lief Abbott wieder in der Svenska Hockeyligan auf, wo er je eine Saison bei Mora IK und Leksands IF verbrachte. Für beide Klubs kam er in diesem Zeitraum in 80 Spielen auf 15 Tore und 45 Vorlagen. Danach blieb der Kanadier bis Dezember 2020 ohne neuen Arbeitgeber, ehe ihn die Augsburger Panthern aus der Deutschen Eishockey Liga (DEL) für den Rest des Spieljahres 2020/21 unter Vertrag nahmen. Anschließend beendete der 33-Jährige seine aktive Karriere.

## Erfolge und Auszeichnungen
| - 2010 Hockey East All-Academic Team - 2012 NCAA East First All-American Team - 2012 Hockey East First All-Star Team - 2012 Hockey East Player of the Year | - 2014 AHL Second All-Star Team - 2016 Champions-Hockey-League-Gewinn mit dem Frölunda HC - 2016 Schwedischer Meister mit dem Frölunda HC - 2017 Teilnahme am AHL All-Star Classic |

## Karrierestatistik
(Legende zur Spielerstatistik: Sp oder GP = absolvierte Spiele; T oder G = erzielte Tore; V oder A = erzielte Assists; Pkt oder Pts = erzielte Scorerpunkte; SM oder PIM = erhaltene Strafminuten; +/− = Plus/Minus-Bilanz; PP = erzielte Überzahltore; SH = erzielte Unterzahltore; GW = erzielte Siegtore; 1 Play-downs/Relegation; Kursiv: Statistik nicht vollständig)